# آلفا کمان
آلفا کمان یک ستاره است که در صورت فلکی کمان قرار دارد.